# 阿利僧派
阿利僧派，或稱阿利教（Ari），是緬甸蒲甘王朝早期的信仰，宗教中心在蒲甘東南的沙摩底（Thamahti，或Samati），一說阿利僧派也曾分布于南詔、大理。
阿利僧派是緬甸本土納崇拜、那伽崇拜、婆羅門教、佛教、怛特羅密教的混合体。阿利僧派崇拜那伽龙、並祀釋迦文佛和颯刻曇派（性力派）神祇。阿利僧派僧侶不持戒，食肉、飲酒，並對信眾享有初夜權，信徒在婚前与其上师过夫妻生活。
“阿利”（Ari）这一名称据考证来自雅利安（Aryan）或阿利耶（Arya，聖、尊）；也有觀點認為來自阿阇梨（Acarya），和雲南南詔、大理時期的滇密同出一源。有学者认为，阿利僧派可能是7世紀時從印度或吐蕃傳入的。《教史》认为，阿利僧派是“伪僧”於“三摩提王”（Sammati-raja）时传入缅甸。这位“三摩提王”似乎是古代开国君主，因为东南亚古代史十分缺乏，故尚无定论。
11世紀，蒲甘王朝国王阿奴律陀统一全缅，他从小厭惡阿利僧派淫慾奢靡的作為，在孟人高僧善阿羅漢的建议下，立即改宗上座部佛教，并通令全国信奉上座部佛教。阿利僧派自此式微。